# Quindim
Quindim é um doce que tem como ingredientes gema de ovo, açúcar e coco ralado.
A receita do brasileira tem origem na receita portuguesa conhecida como brisa-do-Lis, com uma única diferença que é a utilização de coco ralado em vez de amêndoa (ingrediente da iguaria original). 
Normalmente, o doce pode ser preparado em formas pequenas como as de empadinhas ou em formas grandes de pudim. Quando preparado em formas maiores, é chamado de quindão.